# Solo für Weiss – Todesengel
Solo für Weiss – Todesengel ist ein deutscher Kriminalfilm von Gunnar Fuss aus dem Jahr 2022 mit Anna Maria Mühe als LKA-Zielfahnderin Nora Weiss in der Hauptrolle. Es handelt sich um den siebten Solo-für-Weiss-Film.

## Handlung
Nora Weiss ermittelt erstmals an der Seite ihres neuen Kollegen Ben Salawi, der von Berlin kürzlich zur Kripo Lübeck gewechselt ist. Gemeinsam müssen sie den Mord des Psychologie-Professors Peter Marquart aufklären. Er wurde mit einem Elektroschocker betäubt und dann in seiner Badewanne ertränkt. Ihre Ermittlungen führen die Kommissare zur 16-jährigen Schülerin Jessica Steiner, die erotische Aufnahmen von sich auf einer kostenpflichtigen Webseite postet. Drohmails, die Marquart bezüglich dieses Internetkontaktes erhalten hatte, lassen den Schluss zu, darin könnte das Tatmotiv liegen. Jessica Steiners Vater gibt an, nichts von den Aktivitäten seiner Tochter gewusst zu haben.
Noch während der laufenden Untersuchungen wird ein Kita-Leiter ermordet. Weiss und Salawi sehen eine Verbindung zum Mord an Marquart, denn auch er war „Kunde“ von Jessica und auch er hatte Drohmails erhalten. Nachdem feststeht, dass die Mails von Steiners Handy verschickt wurden, wird er festgenommen. Er hat nicht nur das stärkste Motiv, sondern auch kein Alibi für die Tatzeiten. Er gibt die zu, die E-Mails versendet zu haben, leugnet aber, ein Mörder zu sein. Weiss möchte ihm gern glauben, da Steiner mehr impulsiv handelt und nicht so strategisch, wie die Taten durchgeführt wurden. Ben Salawi findet eine Verbindung der beiden Opfer, die in der Vergangenheit beide in einer Erziehungseinrichtung gearbeitet hatten, in der es Missbrauchsvorwürfe gab. Falls darin das Motiv liegt, könnte es noch weitere Opfer geben. Weiss und Salawi sprechen mit der damaligen Leiterin Karin Lohmann, die den Missbrauch bestätigt und den Ermittlern eine Liste der Betroffenen zukommen lassen will. Als sie sich in den inzwischen stillgelegten Anlagen des Erziehungsheims „Heithof“ umsehen, erleidet Salawi eine Panikattacke. Er spricht daraufhin mit Weiss und berichtet, selbst ein Heimkind gewesen zu sein, was ihn angesichts ihres Falls gerade mental einholt.
Die anfängliche Distanz zwischen den Ermittlern schwindet und sie arbeiten gut zusammen. Sie gehen die alten Akten des „Heithof“ durch und suchen nach Hintergründen zum Todesfall eines jungen Mädchens aus dem Jahr 2015. Weiss findet Angaben, wonach Leonie im dritten Monat schwanger war, als sie bei einem Fluchtversuch aus dem Heim aus großer Höhe stürzte und starb. Der ehemalige Heimbewohner Benno Vogt meinte sogar, man hätte Leonie umgebracht. Seine Beschreibung von Leonies damaligem Freund führt zu Lukas Fechner. Der ist jedoch schon drei Tage nicht mehr auf seiner Arbeitsstelle, einem Hausmeisterservice, erschienen. Von diesem Betrieb wurde auch die Kita betreut und offensichtlich war Fechner hier unerwartet seinem Peiniger von damals begegnet. Während die Fahndung nach Fechner läuft, gelingt es ihm, Karin Lohmann trotz Polizeischutz in seine Gewalt zu bringen. Er übergießt sie mit Benzin und droht, sie anzuzünden. Als Weiss und Salawi eintreffen, können sie die Geisel befreien, doch Fechner zündet sich selbst an, weil er nicht noch einmal eingesperrt werden will. Nach seiner Aussage wurde Leonie von den beiden geschwängert und umgebracht, die er nun zur Rechenschaft gezogen hätte.

## Entstehung & Veröffentlichung
Die Dreharbeiten für Solo für Weiss – Todesengel erstreckten sich unter den vorgegebenen Corona-Arbeitsschutzauflagen vom 16. November 2021 bis zum 15. Dezember 2021 und fanden an Schauplätzen in Lübeck, Kiel und Hamburg statt.
In der ZDF Mediathek wurde der Film ab dem 22. Oktober 2022 vorab zur Verfügung gestellt. Die Erstausstrahlung ist am 31. Oktober 2022 im ZDF erfolgt.

## Rezeption

### Kritik
Tilmann P. Gangloff von Tittelbach.tv nannte „Todesengel“ „ein[en] fesselnde[n], erlesen fotografierte[n] Thriller. [...] Klaschka führt die Heldin seiner Geschichte mit einer makabren Finte ein; auch die eigentliche Handlung ist erst mal ein raffiniertes Ablenkungsmanöver. Die Morde allerdings sind echt: Offenbar hat es jemand auf die Kunden einer minderjährigen Schülerin abgesehen, die ihre freizügigen Dienste im Internet anbietet. Die Bildgestaltung ist vorzüglich, aber das war zu erwarten: Gunnar Fuß ist einer der renommiertesten hiesigen Kameraleute. Seit einigen Jahren führt er auch Regie; diese ‚Solo für Weiss‘-Episode ist sein erster Krimi.“
Für prisma.de wertete Eric Leimann: „[D]ie neue Folge [...] lebt über weite Strecken vom exakten Zusammenspiel der holsteinischen Fahnder. [...] Nora fordert den Neuen immer mal wieder zu einem kleinen Screwball-Duell heraus. Beide beachten dabei die alte Hollywood-Regel, derzufolge man selbst am besten gar nichts macht und stattdessen die Kamera arbeiten lässt. Im Falle der Psychologen-Villa hat dieselbe ohnedies viel zu tun. Dort hängen moderne Prachtgemälde en masse. [...] Das alles hat […] viel Witz und Spannung. Erst, als dann ein aufgelöstes früheres Erziehungsheim ins Visier der Fahnder gerät, verliert der Fall an Fahrt. Allzu schnell ahnt man, dass da einer späte Rache übte an Übeltätern aus der Vergangenheit. Der Plot des Drehbuchautors […] hält da mit dem pointierten Wortspiel der Protagonisten nicht mehr recht Schritt.“
Oliver Armknecht von film-rezensionen.de meinte, der Film „stellt im Vergleich zum mäßigen Vorgänger eine Verbesserung dar, wenn der Mord an einem Professor aufgeklärt werden muss. Das liegt aber eher an den Figuren und dem Ensemble, weniger an dem Fall, der nicht so wahnsinnig viel Stoff zum Nachgrübeln bietet.“

### Einschaltquoten
Bei der Erstausstrahlung von Solo für Weiss - Todesengel am 31. Oktober 2022 schalteten in Deutschland insgesamt 6,68 Millionen Zuschauer ein, was einem Marktanteil von 24,6 Prozent für das Zweite Deutschen Fernsehen entsprach. In der als Hauptzielgruppe für Fernsehwerbung deklarierten Altersgruppe von 14–49 Jahren erreichte Todesengel 0,42 Millionen Zuschauer und damit einen Marktanteil von 7,5 Prozent in dieser Altersgruppe.